# Ervis Gega-Dodi
Ervis Gega-Dodi – albańska koncertmistrzyni, solistka i skrzypaczka, honorowa obywatelka Fieru.

## Życiorys
Jej rodzina uczestniczyła podczas II wojny światowej w albańskim ruchu oporu, jednak władze komunistyczne stosowały wobec niej represje, których Ervis padła ofiarą już w wieku 6 lat, gdy z powodów politycznych nie przyjęto jej do szkoły muzycznej w Fierze; była więc uczona muzyki w domu przez swoich rodziców, którzy także byli muzykami. W wieku ośmiu lat Ervis zabroniono publicznego wykonywania utworów Felixa Mendelssohna-Bartholdiego. Podczas upadku komunizmu w Albanii wraz z rodziną opuściła kraj i wyemigrowała do Niemiec.
Pełni funkcję profesora na Uniwersytecie Johannesa Gutenberga oraz na Peter-Cornelius-Konservatorium w Moguncji.
Jest laureatką licznych międzynarodowych nagród, w tym Międzynarodowej Nagrody im. Yfraha Neamana.

## Życie prywatne
Córka Virgjila i Valentiny. Jest spokrewniona z Liri Gegą.